# Minificción
La minificción es un término usado por algunos críticos literarios para designar un género literario breve mayormente narrativo y lúdico, irónico, metaficcional e híbrido. 
Según Lauro Zavala surgió a principios del siglo XX y sus raíces se encuentran en las vanguardias. Fue hasta las dos últimas décadas del mismo siglo, gracias a los estudios introductorios de Dolores M. Koch sobre el tema en 1981, que se le valoró como género autónomo y posmoderno. 
Probablemente la minificción cobró verdadera importancia gracias a la brevedad de expresión en algunos sitios de Internet y los alcances de este en espacios como Twitter, por ejemplo. Aun así, es importante destacar que la supuesta novedad de una escritura que se hace breve como consecuencia del medio en que aparece no es un fenómeno (pos)moderno. Esto ocurre ya en la literatura funeraria como se evidencia, por ejemplo, en los Textos de los Sarcófagos egipcios y los epitafios griegos.

## Nomenclatura
El género de la minificción, al ser de naturaleza híbrida e inestable, ha sido estudiado bajo diversos nombres, los cuales provocan cierta confusión al momento de clasificarla. Algunos de los apelativos utilizados son minicuento, microcuento, microrrelato, ficción breve, cuento breve, microtextos, microficción, nanoficción, entre otros.

## Antecedentes

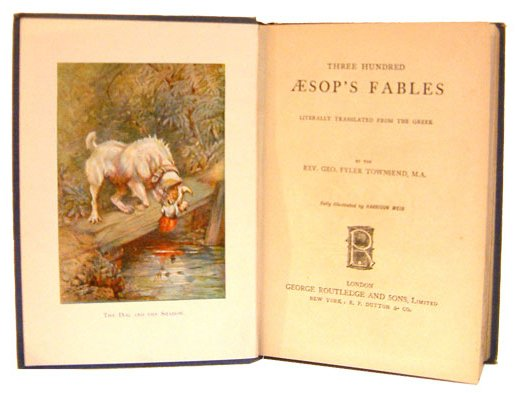
Fábulas de Esopo

Las formas de ficción breve han sido constantes desde las primeras manifestaciones literarias. Esto se remonta a las civilizaciones antiguas, como la cultura grecolatina en donde aparecen sentencias, fábulas y aforismos; un ejemplo de ello son las fábulas de Esopo que no rebasan las diez líneas. Sumado a lo anterior, están los epitafios funerarios, los cuales encierran un carácter ficcional al relatar alguna de las hazañas de los personajes célebres combinando realidad con ficción, o al resumir la vida del difunto en un breve comentario. 
En la Edad Media, la función didáctica y moralizante del discurso se apoyó en los  exempla y bestiarios, ambos subgéneros literarios de pocas palabras. En el caso del primero, la sentencia moralizante se inscribe al final del ejemplo como la moraleja clásica, la cual podría funcionar independientemente y resume el motivo de todo el texto, tal como se puede observar en las obras anónimas Calila e Dimna o Sendebar.
Entre los siglos XVI y XVIII, el cultivo de la ficción breve se dejó de lado pues se valoró más la poesía, el drama y el discurso ensayístico, como es el caso de la Enciclopedia durante la Ilustración. Sin embargo, escasos fueron los escritores que ejercitaron  los subgéneros literarios breves,  de donde se rescatan a los fabulistas neoclásicos españoles Tomás de Iriarte y Félix María Samaniego. Respecto a los precursores del cuento moderno,  a fines del siglo XVII sobresalen los cuentos reunidos en la tradición oral por el francés Charles Perrault, los cuales incluirían unos de los principales tópicos parodiados por distintas minificciones, como es el caso de Cenicienta o Caperucita Roja. 
Posteriormente,   principiando el siglo XIX, durante  los primeros años del Romanticismo,  el cuento tradicional y el cuento de hadas, con una tradición recogida desde el medievo, recobran fuerza gracias a los trabajos de recopilación de los hermanos Grimm y a las creaciones de Hans Christian Andersen.
A finales del mismo siglo, el norteamericano Edgar Allan Poe presenta su poética sobre lo que se conocería como cuento moderno. En su ensayo “Unidad de impresión”  el autor expone que el concepto alude a la totalidad de un cuento y la brevedad de éste para provocar en el receptor un impacto estético, el cual debe efectuarse en un acto de lectura ininterrumpido, es decir, de una sola vez. 
A partir de Poe, en Hispanoamérica, se cultiva el género en figuras como Horacio Quiroga, Jorge Luis Borges, Julio Cortázar y Macedonio Fernández, entre otros, mismos que experimentan con ficciones más breves, más lúdicas y más transgresoras que las habituales.
En las últimas décadas del siglo XX, bajo la estética de las vanguardias y los diversos ismos, en relación con el boom latinoamericano y con los cambios en la institución literaria tales como la difusión, los medios masivos, el lenguaje virtual y las redes sociales, la minificción tomó mayor auge y dinamismo. De esto se han percatado un gran número de escritores contemporáneos, por ejemplo: Ana María Shua, Raúl Brasca, Marco Denevi y Luisa Valenzuela, quienes en mayor o menor medida han incursionado en el género apoyándose en que las empresas editoriales emprendieron la producción de múltiples antologías, los concursos de creación aumentaron y los estudios críticos empezaron a promoverse, entre los que se destacan los ensayos del mexicano Lauro Zavala, del argentino David Lagmanovich y de la venezolana Violeta Rojo.

## Características

### Brevedad
La principal característica de la que parten todos los estudiosos es la brevedad. Por una parte, esta propiedad parece inherente a la estética del cuento y alude a la extensión espacial, razón por la cual se ha llegado a clasificar según la cantidad de palabras: cuento corto (1000 a 2000 palabras), cuento muy corto (200 a 1000 palabras), cuento ultracorto (1 a 200 palabras). Por otro lado, la brevedad implica un alto grado de concisión, manejo de un lenguaje preciso y una anécdota comprimida, empleando intertextualidad, con la intención de producir imaginación, agudeza, sutileza y un impacto en el receptor. Respecto a lo anterior, Julio Torri, pionero del género, dice:

"El horror por las explicaciones y amplificaciones me parece la más preciosa de las virtudes literarias.".

En otro punto, la brevedad determina la intensidad y tensión; el tema y el tratamiento del mismo. Violeta Rojo postula que la brevedad resulta el rasgo más importante de los minicuentos, primero por ser el carácter diferenciador más evidente, y segundo porque de ésta devienen todas las características posteriores. En síntesis, la extensión de una minificción debe ser de unas cuantas líneas que no rebasen la página.

### Condensación
La condensación, el lenguaje preciso y la economía son imprescindibles, pues el autor, al tener que utilizar un número exiguo de palabras, describir situaciones rápidamente y definir personajes en escasas alusiones, debe utilizar palabras exactas y efectivas que proporcionen la significación. Junto a esto, devienen cualidades estilísticas como la ironía, el humor, el sarcasmo y la parodia por un lado; y rasgos estructurales como la fractalidad, epifanía, finales abiertos, hipertextualidad y espacios vacíos, por el otro.

### Carácter proteico
Éste alude a la naturaleza híbrida de la minificción moderna, es decir, del microrrelato, que en ocasiones puede confundirse con otras formas discursivas como el poema en prosa, el chiste, las anécdotas, las fábulas, el ensayo, los palíndromos y las biografías. Tal característica provoca la complicada clasificación del género.

### Elipsis
La elipsis es la estrategia narrativa de la que se vale la minificción para eliminar aquello que el lector debe suponer para apropiarse del texto y resemantizarlo en función de una interpretación propia.

## Principales posturas teóricas

### David Lagmanovich
David Lagmanovich, en El microrrelato. Teoría e historia, inserta al microrrelato dentro del marco general de los microtextos. Lagmanovich distingue entre los términos microtextualidad, minificción y microrrelato, donde el primero es el más amplio y el último "una especificación de todos los anteriores." El microtexto es todo texto breve, literario o no. Los microtextos, a su vez, pueden ser no ficcionales y minificción. Los primeros abarcan los meramente informativos, como las micronoticias, los telegramas y grafiti. En tanto al segundo, estas brevedades deben cumplir con dos puntos esenciales: uno, la literariedad que según este teórico es "producto de ciertas características estructurales y de ciertos rasgos que trasmiten el significado, todo ello aceptado en virtud de condiciones estéticas que el lector reconoce como tales". Y dos, el rasgo minificcional con el cual se percibe la función estética y ficcional de un texto breve. Entonces, la minificción se subdivide a su vez en dos campos: los géneros próximos, en los que se engloban los microtextos dramáticos, haikús, aforismos, poema en prosa, fábula, anécdota, bestiarios y discursos miméticos; y el microrrelato o minicuento. Para Lagmanovich, el microrrelato debe cumplir con el carácter narrativo, por escueta o apenas insinuada que sea, a partir de la intensa brevedad y concisión de su escritura. Así, este autor explica: 

El microrrelato forma parte de un continuum que abarcaría el ciclo novelístico: la novela, la nouvelle, el cuento y el microrrelato. Tal es la escala básica de la narratividad.

Como se desliga de las observaciones de Lagmanovich, microrrelato no es lo mismo que minificción; el primer término está contenido en el segundo. Como explica él mismo:

Entonces: entre todos los posibles textos verbales hay microtextos (por oposición a los textos extensos); y entre los microtextos, algunos tienen características ficcionales y otros no. A los primeros, a los microtextos que surgen como obras de ficción, llamamos -como es obvio- minificciones...[Esto] nos conduce al microrrelato. Éste, en efecto, es un microtexto de condición ficcional, una minificción.

### Dolores M. Koch
Dolores M. Koch piensa a la minificción como un subgénero experimental del cuento que se ha extendido por los campos literarios durante el siglo XX. La tendencia al cuento corto no es precisamente una novedad en la literatura mundial, dado su origen oral, de donde surge una variedad de minificciones, cuya abundante producción demanda una mayor atención crítica. Estos estudios fueron iniciados por la cubanoestadounidense, cuya tesis doctoral de 1986, El micro-relato en México: Torri, Arreola y Monterroso, recoge el término “micro-relato” propuesto ya en 1977 por José Emilio Pacheco. La autora reconoce entre dos variantes: el minicuento y el microrrelato. Sus diferencias radican en el tipo de desenlace:

En el minicuento los hechos narrados, más o menos realistas, llegan a una situación que se resuelve por medio de un acontecimiento o acción concreta. Por el contrario, el verdadero desenlace del micro-relato no se basa en una acción sino en una idea, un pensamiento. Esto es, el desenlace de un minicuento depende que algo que ocurre en el mundo narrativo, mientras que en el micro-relato el final depende de algo que se le ocurre al autor. Esta distinción no siempre es fácil.

Esta posición ha sido cuestionada por, entre otros, David Lagmanovich quien observa:

[M]inicuento y microrrelato son dos formas de mentar la misma cosa. ¿Qué tipo de desenlace tienen? Pues el que le hay atribuido la libérrima voluntad del escritor, ya que el microrrelato (o miniuento) es un territorio eminentemente caracterizado por la libertad escrituraria... Entender los vocablos minicuento y microrrelato como sinónimos, eliminando un corte taxonómico innecesario, permite al crítico concentrarse en las verdaderas características de estas construcciones para avanzar en su conocimiento.

### Lauro Zavala
Las principales investigaciones de Lauro Zavala consideran que la minificción es el género por excelencia del siglo XXI ampliamente relacionado con la posmodernidad. Su aportación principal al campo de la minificción es la teoría para el análisis de factores posmodernos en narrativa y la creación de modelos de análisis textual e intertextual. Según este académico, en sus notas tituladas “Minificción contemporánea. La ficción ultracorta y Literatura Posmoderna”(usadas en el curso universitario de minificción contemporánea en 2011 en la Universidad Autónoma de Guanajuato), la minificción, como género literario, puede subdividirse en tres tipos:
1. Minicuento: Se trata de la minificción en su aspecto clásico, lo cual significa que este texto breve se constituye de las tres partes imprescindibles del cuento tradicional: un inicio introductorio; un desarrollo o clímax; y un desenlace. Aunque la construcción de personajes, atmósferas, escenarios y argumentos resultan demasiado breves, en este tipo de minificción es posible encontrar dichos rasgos desarrollados en pocas líneas, con respeto al  orden preestablecido y con un final sorpresivo.
Se caracteriza por narrar en una extensión menor a 400 palabras con un sentido paródico, alegórico o parabólico.

“El término [es] utilizado por Dolores Koch (1981) en Nueva York, Violeta Rojo (1997) en Caracas, Nana Rodríguez (1996) en Tunja, Ángela María Pérez (1997) en Santafé de Bogotá (y muchos otros).”

2. Microrrelato: El carácter del microrrelato transgrede la línea argumental clásica (inicio-desarrollo-desenlace) y opta por los juegos que invierten la temporalidad narrativa, las cuales incluyen el carácter metaficcional (que tiende a la autorreferencia). También se pueden apreciar inicios en media res y finales abiertos o epifánicos. En el microrrelato, el empleo de la ironía, del sarcasmo, del humor y de la paradoja es más evidente que en el minicuento. Los personajes, ambientes y escenarios son apenas aludidos, por lo que su significación recae, en la mayoría de los casos, en el rasgo intertextual.
Dolores Koch acuñó esta expresión en 1986 para referir textos narrativos con 200 palabras o menos.
3. Minificción: La minificción por sí misma se inserta en la posmodernidad debido a su carácter fragmentario, rapidez, incertidumbre discursiva, ironía, a lo paradójico y a su producción masiva.Por un lado, la minificción carece del rasgo narrativo inherente al minicuento y al microrrelato, y experimenta con otros niveles de la ficción, como son el espacio gráfico-discursivo, el título y la tipografía, o el uso de signos no ortográficos. Por otro, parodia algunos géneros de la estética de la brevedad, como los haikus y las greguerías, además de imitar otras clases de discursos, como el científico, los instructivos y el telefónico. Este término abarca todos los textos extremadamente breves, tal como se acordó en 1998 en el Primer Encuentro Internacional de Minificción.

### Violeta Rojo
Violeta Rojo (Venezuela, 1959), piensa a la minificción como un subgénero literario que parte del cuento, por lo que prefiere referirla como minicuento, ya que expresa dos de los rasgos diferenciadores más importantes en este tipo de narración: brevedad y cuento. La definición que propone es la siguiente:

"El minicuento es una narración breve, ficcional, con un desarrollo accional condensado y narrado de una manera rigurosa y económica en sus medios. El minicuento posee carácter proteico, de manera que puede adoptar distintas formas."

Ella fue la primera en aportar a la teoría sobre características para identificar la minificción: brevedad, anécdota condensada, rasgo proteico, intertextualidad, elipsis. Ha publicado obras como La minificción en Venezuela (2004), Mínima expresión. Una muestra de la minificción venezolana (2009) y Breve manual (ampliado) para reconocer minicuentos (2009). Promueve al género desde su comunidad virtual “Ficticia”.

### Ginés S. Cutillas
Ginés S. Cutillas en Lo bueno, si breve, etc. Decálogo práctico del microrrelato, apela a la naturaleza activa del lector a enfrentarse a un microrrelato y a la tensión narrativa sostenida como patrón de medida a la hora de decidir si un texto es microrrelato o no. Sostiene que el microrrelato es un género nuevo al tener que utilizar el autor unas herramientas específicas —y distintas a los demás géneros— al enfrentarse a su creación. Dichas herramienta son las diez principales características que nombra en su ensayo, destacando la precisión del lenguaje, la metaliteratura, la elipsis, el uso de imágenes, el escaso desarrollo de los personajes y los puntos de entrada y salida del texto como partes álgidas del texto, además de entender el título como parte complementaria y necesaria al cuerpo del texto.
Incluye el microrrelato dentro de la agrupación de minificción, entendiendo esta como una recopilación de géneros breves: “La minificción engloba los textos literarios ficcionales en prosa, tanto aquellos que sean narrativos (fábula, anécdota, parábola, etc.) como aquellos que no lo sean (poema en prosa, bestiario, miniensayo, etc.). Podemos resumir que en el mundo de los microtextos, algunos son minificciones y otros no, y que dentro de las minificciones hay textos que atienden al nombre de microrrelato y otros que no. La minificción no es más que una agrupación de géneros”. El autor deja claro que el microrrelato se ha de distinguir de las siguientes minificciones: acertijo o adivinanza, aforismo, alegoría, anécdota, apólogo o fábula, apotegma, balada, bestiario, boutade, carta, caso, chiste, diálogo, diario, dicho, escena, epigrama, episodio, estampa, fantasía, flabiaux, grafiti, greguería, haiku, leyenda, máxima, microteatro, milagro, miniensayo, nota, nota de prensa, parábola, poema en prosa, poema, proverbio, refrán, relato, sentencia y tradición. 
También entiende como sinónimos de microrrelato, nombrando a los autores que los usan, los siguientes términos: brevicuento, cuentín, cuento mínimo, cuento breve o brevísimo, cuento gnómico, cuento o relato hiperbreve, cuento o relato microscópico, cuento o relato ultracorto, cuento en miniatura, cuento rápido, flash fiction, historia mínima, microcuento, microficción, microfiction, micro story, minicuento, narración ultracorta, relatillo, relato brevísimo, relato mínimo, relato vertiginoso, texticulo, short-short story y sudden fiction.

## Estética de la brevedad
Existen muchos tipos de textos breves que habitualmente son confundidos con la minificción, que más bien podrían señalarse como su antecedente. Sin embargo, cada uno cuenta con sus propias características para ser identificados, donde la principal es su contexto histórico y literario: 

"La minificción tiene un territorio pequeño y le gusta pivotear en las fronteras, que a veces son bastante borrosas. Si parece un poema, es que es un poema. Si parece un aforismo, sin duda es un aforismo. Si no se sabe bien lo que es, probablemente sea una minificción."

Algunos de los casos principales son:

### Aforismo
Los aforismos fueron nombrados así por Hipócrates quien escribió los primeros de su tipo. Aparte de distinguirse por su brevedad, también lo hacen por su carácter adoctrinante, reflexivo y por su propiedad normativa dentro ámbitos específicos, como la ciencia, por ejemplo.

### Haikú
El haikú es un género poético originario de Japón que habitualmente tiene como tema la naturaleza. Es común que el haikú esté acompañado de una imagen a manera de ilustración. Ésta suele denominarse haiga.
José Juan Tablada fue quien se encargó de introducir a la Literatura Hispánica el haikú al adaptar su poesía a este estilo en 1919.

### Greguería
Las greguerías expresan principalmente ideas relacionadas con filosofía o humor con el objetivo de emitir una idea concisa por medio de un número reducido de palabras. Se considera que su creador fue Ramón Gómez de la Serna, importante partícipe del vanguardismo español.

"La palabra greguería significa griterío, confusión, barullo, y probablemente todos estos significados están en la raíz de la voluntad que Ramón quiso imprimir a su nueva creación, con la firme consciencia de que el género nuevo fuese una respuesta a la velocidad y al ritmo trepidante del tiempo que le tocó vivir. Ramón definió la greguería como «humorismo+metáfora», siguiendo un esquema literario cercano en algunos aspectos al aforismo, pero con una contundencia en la fuerza de la imagen que lo separa de él."

### Viñeta
La viñeta literaria es un texto narrativo que no rebasa las 200 palabras, se caracteriza por trabajar con la elipsis como su base principal.
Lauro Zavala dice que esta puede ser sólo el final de una historia, la mera epifanía, el núcleo parabólico de un relato extremadamente sintético.
Existen muchas otras brevedades literarias que pueden ser confundidas con la minificción.

## El lector minifictivo
El acto de lectura frente a una minificción resulta muy distinto al que se realiza para un cuento o una novela, lo que se debe a que la mayor carga apelativa recae en la figura del lector, pues éste tiene la tarea de desentrañar las implicaciones, referencias, concretizar y actualizar los espacios vacíos, las hipertextualidades, y defender el carácter estético del polémico género.
La circunstancia histórica de las últimos años, que abarcan desde las décadas de los 90´s a la actualidad, ha facilitado la difusión de la minificción, pues responde a la falta de tiempo para realizar dicha actividad, por lo que se hace deseable lo mínimo y esencial. Así, el lector puede imaginar que la existencia de construcciones literarias muy breves o concisas es el resultado de un proceso de achicamiento o abreviatura sobre construcciones mayores.
Por otro lado, el pacto ficcional que acepta cada lector al momento de enfrentarse a un texto breve, en donde, como lo subraya Luis Barrera Linares en su prólogo al Breve manual (ampliado) para reconocer minicuentos: 

“El minicuento sugiere la historia que el receptor completa a su manera” con lo que se cumple el valor estético."

El lector minifictivo actúa como un cocreador desde el título hasta el punto final, convirtiéndose en una especie de autor, cuyo discurso defenderá la intención del texto presentado. Este proceso creativo puede atender al conocimiento u horizonte de expectativas de cada lector, lo que le permite una interpretación más refinada o culta, o puede implicar el imaginario propio, el cual se activa con las pocas palabras leídas, construyendo de tal modo mundos posibles alternos. Es en la definición de microrrelato de Ginés S. Cutillas donde por primera vez se hace hincapié en este hecho, el minifictivo debe ser un "lector activo".

## Antologías y compilaciones
1. Cuentos breves y extraordinarios por Jorge Luis Borges y Adolfo Bioy Casares eds., 1953.
2. 50 Short Science fiction tales por Isaac Asimov and Groff Conklin (eds.), 1963.
3. Antología del cuento breve del siglo XX en México por René Avilés Fabila ed., 1970.
4. El libro de la imaginación por Edmundo Valadés ed., 1976.
5. Short shorts. An Anthology of the Shortest Stories por Irving Howe and Ileana Wiener Howe eds., 1983.
6. La mano de la hormiga. Los cuentos más breves del mundo y de las literaturas hispánicas por Antonio Fernández Ferrer (ed.), 1986.
7. Brevísima relación. Antología del micro-cuento hispanoamericano por Juan Armando Epple (ed.) 1991.
8. Breve teoría y antología sobre el minicuento latinoamericano por R. Díaz y Carlos Parra (eds.), 1993.
9. Dos veces bueno. Cuentos brevísimos latinoamericanos y 2 veces bueno 2. Más cuentos brevísimos latinoamericanos por Raúl Brasca (ed.), 1996 y 1997.
10. Breve manual para reconocer minicuentos por Violeta Rojo (comp.), 1997.
11. Fiat 600. Libro de relatos experimentales por Álvaro Robles (Ganador "Fondart de literatura", Chile), 1997.
12. Microrrelatos por David Lagmanovich (ed.), 1997.
13. Relatos vertiginosos. Antología de cuentos mínimos por Lauro Zavala (ed.), 2000.
14. Por favor sea breve 1 y 2 por Clara Obligado (ed.), 2002.
15. La  minificción en México: 50 textos breves por Lauro Zavala (ed.), 2002.
16. Cien microcuentos chilenos por Juan Armando Epple (ed.), 2002.
17. MicroQuijotes por Juan Armando Epple (ed.), 2005.
18. Cazadores de letras. Minificción reunida por Ana María Shua, 2009.
19. Para leerlos todos. Antología de microcuentos, 2009.
20. Cien fictimínimos por Alfonso Pedraza (comp.), 2012.
21. Circo de Pulgas. Antología de minifición peruana. Estudio y antología (1900-2011) por Rony Vásquez Guevara (comp.), 2012.
22. Antología del cuento corto colombiano. (2006, Tercera edición, Universidad Pedagógica Nacional) Guillermo Bustamante Zamudio, Harold Kremer.
23. Segunda antología del cuento corto colombiano (2007, Universidad Pedagógica Nacional) Guillermo Bustamante Zamudio, Harold Kremer.
24. Los minicuentos de Ekuóreo (2003, Deriva) Guillermo Bustamante Zamudio, Harold Kremer.
25. Antología cibernética de Ekuóreo (2016, Deriva) Gullermo Bustamante Zamudio, Henry Ficher, Harold Kremer.
26. Tercera antología del cuento corto colombiano (2017, Deriva) Guillermo Bustamante Zamudio, Harold Kremer.
27. Los pescadores de Perlas. Los microrrelatos de Quimera (2019, Montesinos) Ginés S. Cutillas.